# Defqon.1

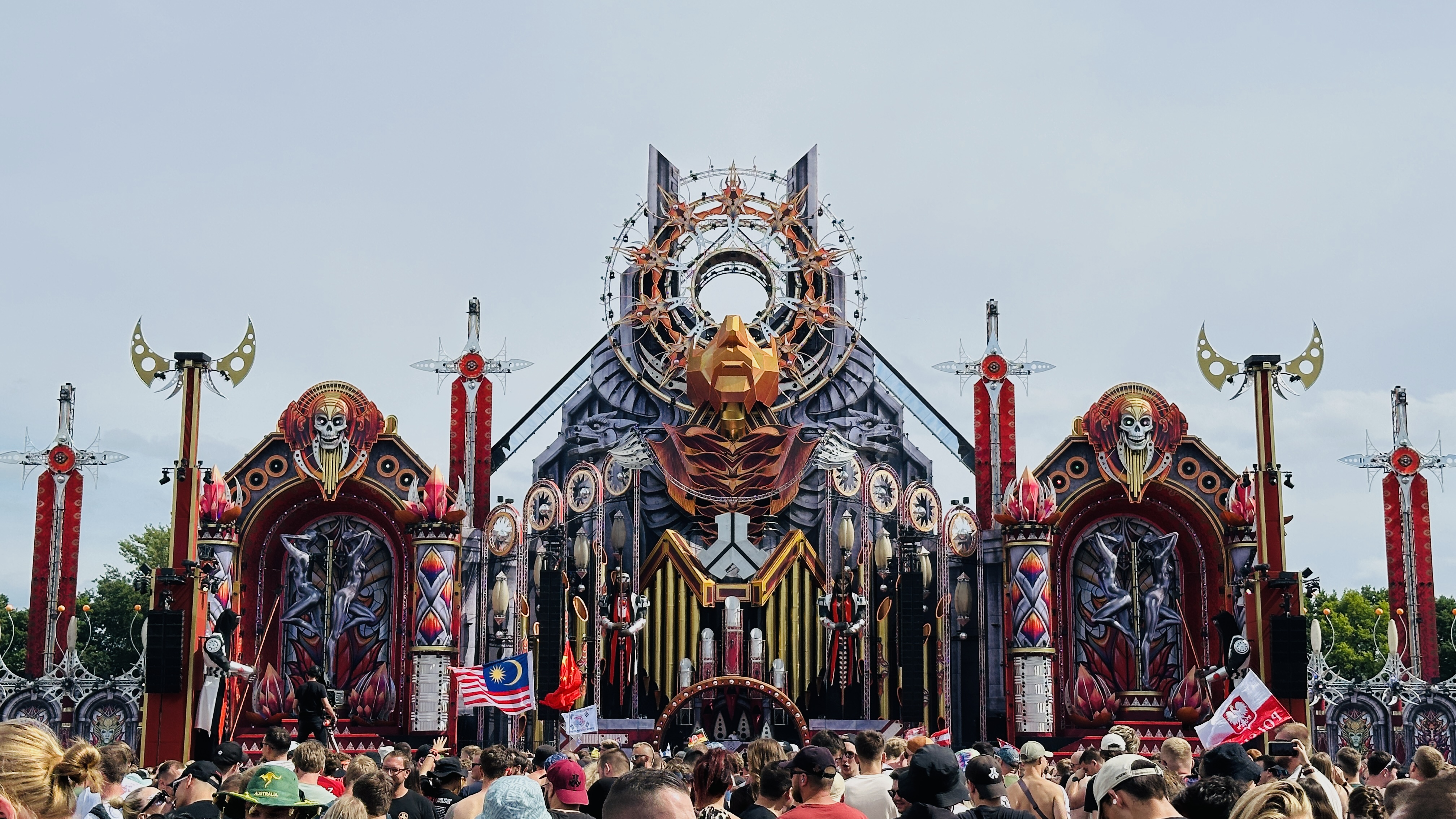
Red stage (Defqon.1 2025)

Defqon.1 é um festival de música eletrônica que acontece anualmente em Biddinghuizen, Holanda, (nas primeiras edições, o festival tinha lugar na praia de Almeerderstrand, em Almere) organizado pela empresa Q-Dance.
A primeira edição do festival aconteceu em 2003. Depois que a fama do evento se espalhou, os ingressos começaram a se esgotar rapidamente; em 2009 os 43.000 ingressos foram vendidos em meia hora; o recorde é da edição de 2010, quando os mais de 43 mil ingressos foram vendidos em menos de meia hora. A edição de 2011 foi a primeira realizada em um novo local, Biddinghuizen.
Os estilos representados no festival são os considerados hard dance, tais quais o hardstyle, o hardcore, o hard trance, o jumpstyle, entre outros. Desde 2009 acontece uma edição também na Austrália. E em 2015 foi realizada a primeira e até então única edição de Defqon.1 no Chile.

## Edições
| Ano  | Tema                                             | Produtor(es) do Tema                       | Total de apresentações | Data                     |
| ---- | ------------------------------------------------ | ------------------------------------------ | ---------------------- | ------------------------ |
| 2022 |                                                  |                                            |                        | 23, 24, 25 e 26 de junho |
| 2021 | -                                                | -                                          | -                      | Cancelado                |
| 2020 | Primal Energy                                    | D-block & S-te-fan                         | -                      | Cancelado                |
| 2019 | One Tribe                                        | Phuture Noize, Keltek & Sefa               | +230                   | 28, 29 e 30 de junho     |
| 2018 | Maximum Force                                    | Project One                                | +225                   | 22, 23 e 24 de junho     |
| 2017 | Victory Forever                                  | Frequencerz                                | +250                   | 23, 24 e 25 de junho     |
| 2016 | Dragonblood                                      | Bass Modulators                            |                        | 24, 25 e 26 de junho     |
| 2015 | Unleash the Beast (Edição chilena)               | Wildstylez                                 | 33                     | 12 de dezembro           |
| 2015 | No Guts, No Glory! (Edição australiana)          | Frontliner & Dillytek ft. 360              | 97                     | 18 e 19 de setembro      |
| 2015 | No Guts, No Glory                                | Ran-D                                      | +250                   | 19, 20 e 21 de junho     |
| 2014 | Unleash the Beast (Edição australiana)           | Code Black                                 |                        | 20 de setembro           |
| 2014 | Survival of the Fittest                          | Coone                                      | 279                    | 27, 28 e 29 de junho     |
| 2013 | Scrap The System (Edição australiana)            | Brennan Heart                              | 91                     | 14 de setembro           |
| 2013 | Weekend Warriors                                 | Frontliner                                 | 312                    | 21, 22 e 23 de junho     |
| 2012 | True Rebel Freedom (Edição australiana)          | Wildstylez                                 |                        | 15 de setembro           |
| 2012 | World Of Madness                                 | Headhunterz, Wildstylez & Noisecontrollers | 70                     | 16 de junho              |
| 2011 | Psychedelic Wasteland (Edição australiana)       | Toneshifterz                               | 57                     | 18 de setembro           |
| 2011 | Unite                                            | Noisecontrollers                           | 254                    | 25 de junho              |
| 2010 | Save Your Scrap For Victory (Edição australiana) | Headhunterz                                | 50                     | 18 de setembro           |
| 2010 | No Time To Waste                                 | Wildstylez                                 | 122                    | 12 de junho              |
| 2009 | Maximum Force (Edição australiana)               | Zany                                       | 60                     | 19 de setembro           |
| 2009 | Scrap Attack                                     | Headhunterz                                | 104                    | 13 de junho              |
| 2008 | Biological Insanity                              | Luna & Deepack                             | 119                    | 14 de junho              |
| 2007 | Get Wasted                                       | Brennan Heart & JDX                        | 124                    | 16 de junho              |
| 2006 | Colours of the Harder Styles                     | Showtek                                    | 103                    | 17 de junho              |
| 2005 | Emergency Call                                   | The Prophet                                | 85                     | 18 de junho              |
| 2004 | Demolition                                       | Tuneboy                                    | 79                     | 19 de junho              |
| 2003 | Maximum Force Readiness                          | Zany                                       | 48                     | 14 de junho              |

- Em 2020, em decorrência da pandemia de Covid-19, O Festival foi realizado de forma on-line